# Esquí de fons als Jocs Olímpics d'hivern de 1968
Als Jocs Olímpics d'Hivern de 1968 celebrats a la ciutat de Grenoble (França) es disputaren set proves d'esquí de fons, quatre en categoria masculina i tres en categoria femenina.
Les proves es realitzaren entre els dies 9 i 17 de febrer de 1968 a les instal·lacions esportives d'Autrans. Hi participaren un total de 147 esquiadors, entre ells 110 homes i 37 dones, de 25 comitès nacionals diferents.

## Resum de medalles

### Categoria masculina
| Prova                   | Or                                                                     | Argent                                                                    | Bronze                                                                        |
| 15 km detalls           | Harald Grønningen                                                      | Eero Mäntyranta                                                           | Gunnar Larsson                                                                |
| 30 km detalls           | Franco Nones                                                           | Odd Martinsen                                                             | Eero Mäntyranta                                                               |
| 50 km detalls           | Ole Ellefsæter                                                         | Viatxeslav Vedenin                                                        | Josef Haas                                                                    |
| 4x10 km relleus detalls | NoruegaOdd Martinsen · Pål Tyldum · Harald Grønningen · Ole Ellefsæter | SuèciaJan Halvarsson · Bjarne Andersson · Gunnar Larsson · Assar Rönnlund | FinlàndiaKalevi Oikarainen · Hannu Taipale · Kalevi Laurila · Eero Mäntyranta |

### Categoria femenina
| Prova                  | Or                                                               | Argent                                                        | Bronze                                                           |
| 5 km detalls           | Toini Gustafsson                                                 | Galina Kulakova                                               | Alevtina Kóltxina                                                |
| 10 km detalls          | Toini Gustafsson                                                 | Berit Mørdre Lammedal                                         | Inger Aufles                                                     |
| 3x5 km relleus detalls | NoruegaInger Aufles · Babben Enger Damon · Berit Mørdre Lammedal | SuèciaBritt Strandberg · Toini Gustafsson · Barbro Martinsson | Unió SovièticaAlevtina Kóltxina · Rita Achkina · Galina Kulakova |

## Medaller
| Posició | País           | Or | Argent | Bronze | Total |
| 1       | Noruega        | 4  | 2      | 1      | 7     |
| 2       | Suècia         | 2  | 2      | 1      | 5     |
| 3       | Itàlia         | 1  | 0      | 0      | 1     |
| 4       | Unió Soviètica | 0  | 2      | 2      | 4     |
| 5       | Finlàndia      | 0  | 1      | 2      | 3     |
| 6       | Suïssa         | 0  | 0      | 1      | 1     |
|         |                |    |        |        |       |
| Total   | Total          | 7  | 7      | 7      | 21    |